# Złoty cracoviano
El złoty cracoviano fue la unidad monetaria de la Ciudad Libre de Cracovia de 1835 a 1847. La serie de monedas emitidas en 1835 consistió en valores de 5, 10 groszy y 1 eslotis, todas estas de plata. El esloti cracoviano circuló hasta la ocupación austríaca de la Ciudad Libre de Cracovia en 1846. El florín austriaco sustituyó el esloti cracoviano en 1847 con una tasa de cambio de 1 florín igual a 4 eslotis y 12 groszy.

## Monedas
| Anverso/Reverso | Denominación | Acuñada desde | Metal | Diámetro (mm) | Peso (g) |
| --------------- | ------------ | ------------- | ----- | ------------- | -------- |
|                 | 5 groszy     | 1835          | Plata | 17            | 1,45     |
|                 | 10 groszy    | 1835          | Plata | 19            | 2,9      |
|                 | 1 esloti     | 1835          | Plata | 20            | 3,3      |